# Гасымов, Ихтияр Гасым оглы
Ихтияр Гасым оглы Гасымов (азерб. İxtiyar Qasım oğlu Qasımov; 22 марта 1970 — 14 июля 1992) — военнослужащий Вооружённых сил Республики Азербайджан, Национальный Герой Азербайджана (1992, посмертно).

## Биография
Родился Ихтияр Гасымов 22 марта 1970 года в селе Салахлы, Агдамского района, Азербайджанской ССР. В 1977 году он поступил на обучение в первый класс сельской средней школы и учился здесь до восьмого класса. В 1985 году Ихтияр приехал в Баку и продолжил образование в школе с химико-биологическим уклоном. Успешно завершил обучение в школе и подал документы в Азербайджанский сельскохозяйственный институт. Сдав экзамены на высоком уровне, он поступает на агрономический факультет. В январе 1992 года студенты Академии были допущены к производственной практике. Гасымов воспользовался случаем и обратился в военный комиссариат с просьбой зачислить его в ряды Вооружённых сил Азербайджана. Его призывают в армию и направляют служить в 3-й батальон войсковой части 836.
Гасымова отправляют на фронт в Нагорный Карабах. Здесь он принимает участие в разведывательных военных операциях. В результате одной из таких операций в селе Казанчы, группа, в которой работает Ихтияр, уничтожает три ПДМ, одну единицу бронетехники и десятки единиц живой силы противника. Гасымов особо отличился в предотвращении налета противника на село Гюльаблы 15 мая 1992 года.
14 июля 1992 года, в ходе одной из военных операций по предотвращению налёта на село Джанъятаг, несколько военнослужащих армии Азербайджана получили тяжёлое ранение. Опасаясь за их пленение, Ихтияр бросился на помощь своим сослуживцам. Ему удалось практически в одиночку предотвратить контратаку противника, раненые были спасены, но сам Гасымов погиб.
Женат не был.

## Память
Указом Президента Азербайджанской Республики № 350 от 7 декабря 1992 года Ихтияру Гасым оглы Гасымову было присвоено звание Национального Героя Азербайджана (посмертно).
Похоронен на сельском кладбище в родном селе Салахлы. Средняя школа села Салахлы, в которой учился Ихтияр Гасымов, носит имя Национального Героя Азербайджана.